# Koźlice (Sominy)
Koźlice – część wsi Sominy w Polsce, położona w województwie pomorskim, w powiecie bytowskim, w gminie Studzienice, na Pojezierzu Bytowskim. Wchodzi w skład sołectwa Sominy.
W latach 1975–1998 Koźlice administracyjnie należały do województwa słupskiego.
Budynek leśniczówki został wybudowany w roku 1909. Pełni taką rolę  do dziś. Około 1940 r. budynek został rozbudowany. Po II wojnie światowej Koźlice nie zmieniły swojego przeznaczenia - jest siedzibą leśnictwa Koźlice w "Nadleśnictwie Bytów".